# Авраменко Максим Олегович
Макси́м Оле́гович Авра́менко — український військовик, вояк батальйону «Донбас», учасник російсько-української війни.

## Короткий життєпис
Закінчив Первомайську ЗОШ № 2, закінчив Київський авіаційний університет. Працював у Києві в сфері Інформаційних технологій і служив у Київському театрі «Образ». Після спроби анексії Криму Росією зголосився добровольцем.
З червня 2014 — боєць батальйону «Донбас». На передовій з липня 2014, після взяття Артемівська. Брав участь у визволенні Попасної (22.07.2014), Лисичанська (28—29.07.2014) та у боях за Первомайськ (1—22.08.2014) Луганської області.
23 серпня без важкого озброєння увійшов з групою військ в Іловайськ Донецької області, яке утримували до 29 серпня.
Зранку 29 серпня 2014 року з наказу командування почали вихід «зеленим коридором» в сторону Многопілля. По прибутті в цей населений пункт почався мінометний обстріл, після чого надійшла команда просуватися далі, не відповідаючи на провокації, в напрямку села Червоносільське. Дорогою колону розбили замасковані вогневі точки противника та вкопані танки. Залишки колони дістались Червоносільського, де дві доби тримали оборону. Протягом цього часу велись перемовини про передачу поранених Червоному хресту і вихід військового формування, але вони не увінчались успіхом. Утримували полонених вояки з регулярної армії РФ 30—31 серпня. 31 серпня полонених передали НЗФ «ДНР» і відправили в Донецьк, де їх тримали в Управлінні обласного управління СБУ. Провів у полоні 119 днів. Зумів вивезти Державний прапор України, зашивши його в підкладку одягу. 28 грудня 2014 року звільнений з полону.
По поверненні прапор з автографами героїв тих подій зберігається у Військово-історичному музеї при Будинку офіцерів у Києві.